# Leptothorax rugatulus
Leptothorax rugatulus är en myrart som beskrevs av Carlo Emery 1895. Leptothorax rugatulus ingår i släktet smalmyror, och familjen myror.

## Underarter
Arten delas in i följande underarter:
- L. r. brunnescens
- L. r. rugatulus